# 心の中のFollow Wind
『心の中のFollow Wind』（こころのなかのフォローウィンド）は、スターダストレビュー11枚目のシングル。1987年2月25日に発売された。

## 収録曲
全曲編曲：スターダストレビュー
1. 心の中のFollow Wind（アニメ映画『バツ&テリー』主題歌）
作詞：庄司明弘　作曲：根本要
2. Lonely≠Story（アニメ映画『バツ&テリー』ED曲、西日本旅客鉄道『今度の週末は、北近畿へ。』CMソング）
作詞：根本要/林紀勝　作曲：根本要